# Son Catlar
|  | Per a altres significats, vegeu «Poblat de Son Catlar». |

Son Catlar és una antiga possessió del terme de Campos (Mallorca), situada a la part baixa del torrent homònim, Torrent de Son Catlar, i la mar, a llebeig del terme. És també travessada pel curs baix del Torrent de Son Durí. És una de les possessions més antigues de Mallorca i una de les més emblemàtiques. Les seves cases són prou grans, molt antigues, i disposen d'una torre de defensa prou coneguda i d'una capella. L'antiga possessió ocupava una vasta superfície d'aproximadament 535 quarterades. Fins a l'actualitat s'ha mantengut en mans de l'antiga aristocràcia mallorquina, essent part de les antigues possessions del Marquès del Palmer (família Dezcatlar o Catlar). En l'actualitat, la possessió està dividida en tres: 
- Son Catlar Vell, de 71 quarterades, i en part establida, a la part més interior del terme, entre el Torrent de Son Catlar i Son Catlar Nou.
- Son Catlar Nou, de 100 quarterades, amb unes cases més modernes però molt senyorials situades al cor d'un frondós jardí, entre Son Catlar Vell i Son Catlar de Dalt.
- Son Catlar de Dalt, de 207 quarterades, entre Son Catlar Nou i els seus establits. Aquesta darrera possessió s'establí als anys 70 per permetre la urbanització d'una part del nucli costaner de sa Ràpita. La família, a més, cedí els terrenys per a l'edificació de l'església de Santa Coloma de sa Ràpita, dependent de la parròquia de Sant Julià de Campos. Així mateix, aquesta possessió es tornà a establir a finals del segle xx per donar lloc a la urbanització de Dalt de sa Ràpita, de xalets adossats, i ocupada principalment per estrangers.

Les tres possessions es van dedicar fins a finals del segle XX a l'explotació agrícola, en disposar d'ubèrrimes terres i d'abundant aigua freàtica, bàsicament a la producció de llet. Actualment, però, com la majoria d'explotacions ramaderes de Campos, resten abandonades i l'ús agrícola que se'n fa és purament testimonial.

## Construccions

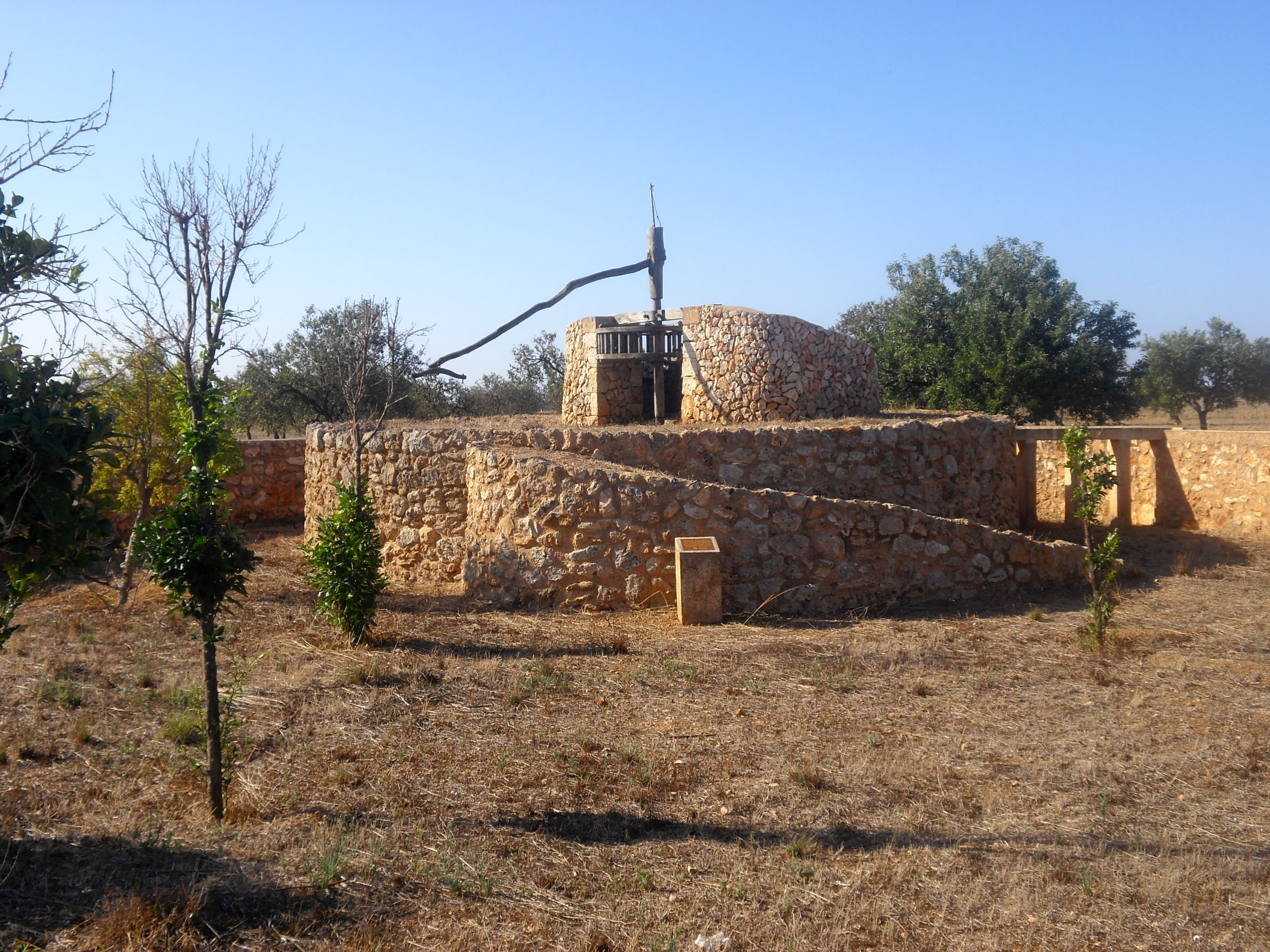
Sínia restaurada, situada davant les cases.

Les cases de Son Catlar es disposen entorn d'una clastra oberta. Tenen dues plantes d'alçat més un porxo i l'edifici es distribueix a partir de dos aiguavessos. La façana principal mostra un portal forà d'arc rodó adovellat. A l'esquerra hom hi troba una finestra i a l'altra banda un coll de cisterna, imbuït dins una fornícula. Al pis superior s'obren dues finestres balconeres. El bloc de l'esquerra es correspon amb la capella i la torre. A la primera s'accedeix a través d'un portal de llinda amb marca conopial, sobre els brancals dels quals hi ha els relleus de dues cares. Al damunt trobam l'escut nobiliari. Al costat dret trobam un altre portal, de més reduïdes dimensions. Al damunt s'obre una altra finestra balconera. El bloc de la dreta compta amb una planta d'alçat amb una terrassa a la part superior. Des de la clastra s'hi pot accedir per un portal de llinda, tot i que també es pot fer des de la part frontal per un altre. Al damunt hi ha una finestra rodona. A la dreta d'aquest portal hom hi troba una pallissa. Les cases compten amb celler i capella, amb un retaule dedicat a la Transfiguració del Senyor, obra atribuïda a Gaspar Oms. L'oratori compta amb rosassa.

### Torre de defensa
La torre de defensa presenta planta quadrada. S'hi obren algunes finestres i també hom pot apreciar el primitiu portal d'accés exterior, actualment cegat. La torre es troba coronada d'una espadanya.